# Meskie Shibru-Sivan
Meskie Shibru-Sivan (n. 22 de septiembre de 1967) es una cantante y actriz etíope-israelí.
Nacida en Etiopía de ascendencia Beta Israel, estudió arte dramático en Tel Aviv Ha participado en varias series de televisión, películas y conciertos. Aparece en la película franco-belgo-israelí "Va, vis et deviens" y canta y actúa en programas infantiles israelitas como "Sipurim keyad Hamelekh".